# Дуцкий, Симфориан
Симфориа́н Ду́цкий (пол. Symforian Feliks Ducki OFMCap; 10 мая 1888, Варшава — 11 апреля 1942, концлагерь Освенцим, Верхняя Силезия) — блаженный Римско-Католической Церкви, монах, мученик. Входит в число 108 блаженных польских мучеников, беатифицированных римским папой Иоанном Павлом II во время его посещения Варшавы 13 июня 1999 года.

## Биография
В 1918 году вступил в новициат мужского францисканского ордена капуцинов. 22 мая 1925 года принял монашеские обеты.
Был арестован Гестапо 27 июня 1941 года и интернирован 3 сентября 1941 года в концентрационный лагерь Аушвиц-Биркенау. Его концентрационный номер — 20364.
В концлагере прятал других заключенных, чтобы спасти их жизнь.

## Прославление
13 июня 1999 года был беатифицирован римским папой Иоанном Павлом II вместе с другими польскими мучениками Второй мировой войны.
День памяти — 12 июня.